# Moneasa (rijeka)
Moneasa je rijeka u Rumunjskoj, u županiji Arad, nastaje sutokom rijeka Târsu i Sașa, na planini Codru-Moma, a sutokom s rijekom Dezna u mjestu Dezna nastaje rijeka Sebiș. Duljina joj je 19 km, a površina porječja 81 km2.
Pritoke su joj rijeke Sașa, Bârlogel, Valea Lungă, Crețu, Tarsu, Vlad, Boroaia, Valea Rugii, Megheș, Valea Băilor i Pârâul Pinilor.
Protječe kroz sela Moneasa, Rănușa i Dezna.